# Đại học Mandalay
Đại học Mandalay là trường đại học cổ xưa thứ hai ở Myanmar. Trường đại học này được chính thức thành lập là một cơ sở giáo dục độc lập năm 1958. Trước khi được chính thức thành lập, đây là một chi nhánh của Đại học Rangoon. Trước đây trường được gọi là Đại học Khoa học và Nghệ thuật Mandalay. Về mặt lịch sử, Đại học Rangoon được xem là trung tâm nghiên cứu khoa học còn Đại học Mandalay nổi tiếng về các chương trình đào tạo nghệ thuật. Đại học Mandalay toạ lạc tại ngoại ô Mandalay.